# Sveti Bartol
Sveti Bartol (wł. S. Bortolo) – wieś w Chorwacji, w żupanii istryjskiej, w gminie Motovun. W 2011 roku liczyła 73 mieszkańców.